# Hermann Teichmann
Hermann Teichmann (* um 1839; † 14. Mai 1916 in Werdau) war ein deutscher Politiker (Nationalliberale Partei) und Kaufmann. Er war Stadtrat in Werdau und Mitglied des sächsischen Landtages.

## Leben und Wirken
Von 1891 bis zu seinem Tod gehörte der dem Ratskollegium der Stadt Werdau an. Bis 1907 war er Mitinhaber der Firma Schröder & Teichmann in Werdau. Danach übernahm er als alleiniger Besitzer die Firma Hermann Teichmann in Werdau. 1908 war er Aufsichtsrat und zuletzt stellvertretender Aufsichtsratsvorsitzender der Sächsischen Waggonfabrik Werdau Aktiengesellschaft.
Durchgängig von 1895 bis 1916 war er für den 16. städtischen Wahlbezirk als Mitglied der Nationalliberalen Partei (NLP) in der Zweiten Kammer des sächsischen Landtags vertreten. Er starb im Alter von 77 Jahren.

## Auszeichnungen
- Ritter des Königlich Sächsischen Albrechtsordens I. Klasse